# Sainte-Marie-au-Bosc
Sainte-Marie-au-Bosc település Franciaországban, Seine-Maritime megyében. Lakosainak száma 359 fő (2022. január 1.). Sainte-Marie-au-Bosc Beaurepaire, Pierrefiques, La Poterie-Cap-d’Antifer, Saint-Jouin-Bruneval és Le Tilleul községekkel határos.

## Népesség
A település népessége az elmúlt években az alábbi módon változott:
| Lakosok száma | 353  | 365  | 374  | 367  | 365  | 364  | 367  | 363  | 359  |
|               | 2013 | 2015 | 2016 | 2017 | 2018 | 2019 | 2020 | 2021 | 2022 |